# Eristicophis macmahoni
Genre
Espèce
Synonymes
- Eristicophis macmahonii Alcock & Finn, 1897

Eristicophis macmahoni, unique représentant du genre Eristicophis, est une espèce de serpents de la famille des Viperidae.

## Répartition
Cette espèce se rencontre dans l'est de l'Iran, dans le sud de l'Afghanistan et dans l'ouest du Pakistan.

## Description

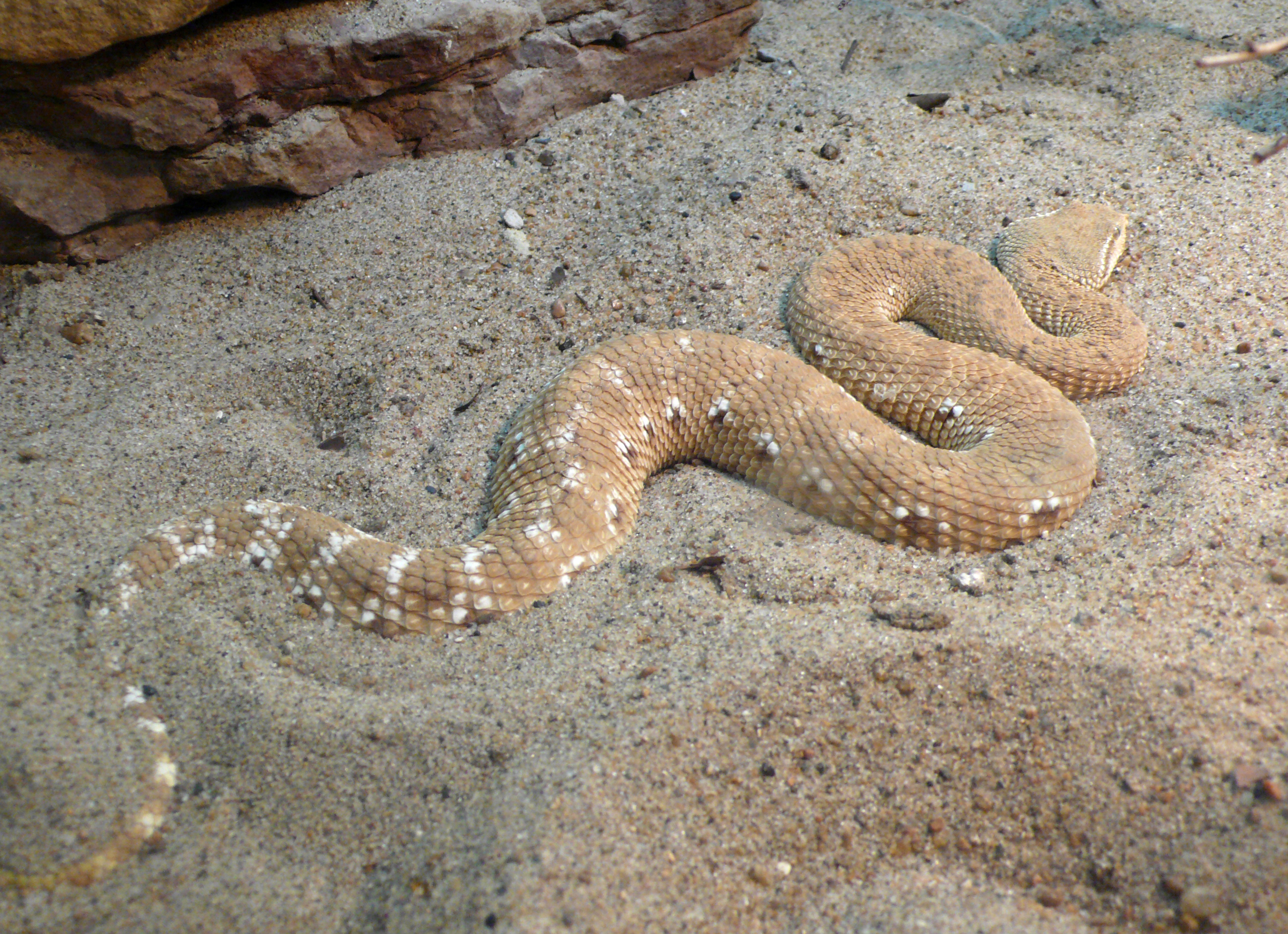
Eristicophis macmahoni

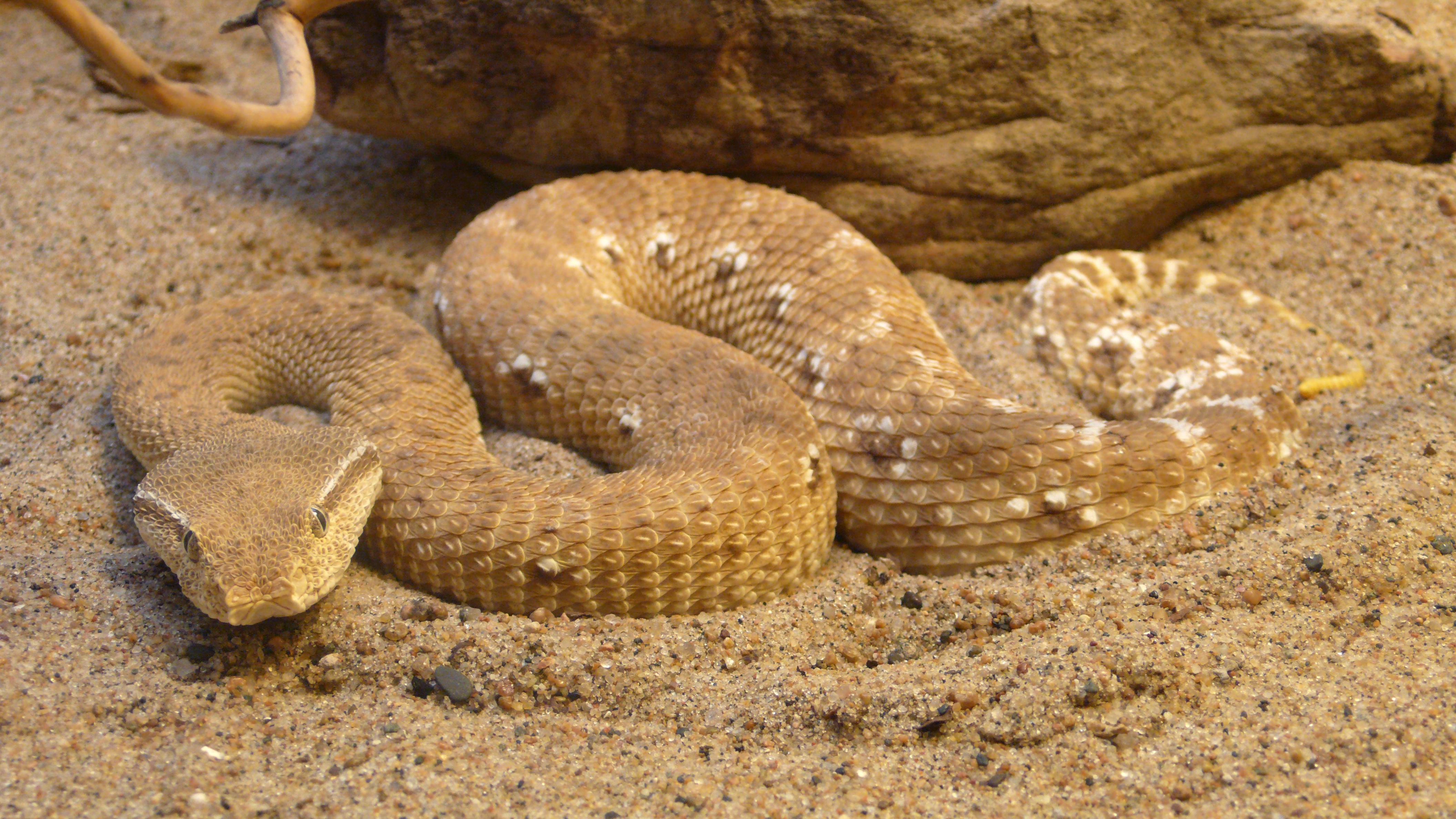
Eristicophis macmahoni

C'est un serpent venimeux.

## Étymologie
Cette espèce est nommée en l'honneur de Arthur Henry MacMahon (1862-1949).

## Publication originale
- Alcock & Finn, 1897 "1896" : An account of the Reptilia collected by Dr. F.P. Maynard, Captain A.H. McMahon, C.I.E., and the members of the Afghan-Baluch Boundary Commission of 1896. Journal of the Asiatic Society of Bengal, vol. 65, p. 550-566 (texte intégral).